# آبارت
آبارت (به ایتالیایی: Abarth) شرکت خودروسازی ایتالیایی است، که در سال ۱۹۴۹ توسط کارلو آبارت در شهر تورین، ایتالیا راه‌اندازی شد و اکنون متعلق به گروه خودروسازی استلانتیس می‌باشد.
از خودروهایی که توسط این شرکت طراحی و تولیدشده، می‌توان به: فیات ۵۰۰ (۲۰۰۷)، پورشه ۳۵۶، فیات ۸۵۰، آتوبیانچی ای۱۱۲، فیات ریتمو، فیات ۱۲۴، فیات ۱۳۱، فیات استیلو، فیات پونتو، فیات اونو، فیات چینکوئه‌چنتو و فیات سیچنتو اشاره نمود.